# 感謝 (平原綾香の曲)
『感謝』（かんしゃ）は、平原綾香の配信限定シングル。

## 解説
シングルとしては『CHRISTMAS LIST』から1か月での発売となり、初の配信限定シングルとなった。アルバム『そら』の先行シングルである。
この曲は結婚情報雑誌『ゼクシィ』で募集したエピソードを元に制作された楽曲となっており、家族に対する感謝の気持ちが込められた楽曲となっている。また、本楽曲が誕生したことがきっかけで4月8日に開催された『平原綾香 Concert Tour 2007 〜そら〜』にて、結婚を間近に控えたカップルとその親族を招待するスペシャル企画が催され、全36公演の会場で、1組6名までを招待した。

## 収録曲
1. 感謝
作詞:もりちよこ / 作曲:ユ・ヘジュン / 編曲:西脇辰弥
「ゼクシィ」スペシャルソング
フジテレビ『結婚披露宴～人生最悪の3時間～』劇中歌

## 楽曲の収録アルバム
感謝
- 『そら』
- 『平原綾香ドラマ・映画ワークスセレクション』